# Universidad Tecnológica Indoamérica
Die Universidad Tecnológica Indoamérica, kurz UTI, ist eine Privatuniversität in Guayaquil in Ecuador.

## Fakultäten
- Architektur
- Rechnungswesen und Wirtschaftsprüfung
- Digitales und Multimedia-Design
- Engineering in Biodiversität und genetischen Ressourcen
- Ingenieurwesen und Systemtechnik
- Wirtschaftsingenieurwesen
- Business und Business Administration
- Marketing
- Psychologie
- Sozial- und Solidarwirtschaft